# Z-Baum
Z-Baum (Kurzfassung für Zukunftsbaum) ist ein forstlicher Begriff aus dem Waldbau. Der Z-Baum wird insbesondere in der Schweiz auch A-Baum genannt, was für Auslesebaum steht. Der Z-Baum ist der schönste Baum im ganzen Wald und diesem hilft man durch gezielte Pflegeeingriffe. Zukunftsbäume sind das Kernelement einzelbaumbezogener Pflegemaßnahmen in der Forstwirtschaft. Das Konzept folgt der Überlegung, dass dicke Bäume in der Regel teurer verkauft werden können als dünnere derselben Qualität.
Der wesentliche Unterschied zu anderen Durchforstungkonzepten besteht in der Einteilung aller Bäume eines Bestandes in „Z-Bäume“, „Bedränger der Z-Bäume“ und „indifferente Bäume“. Die Z-Bäume werden je nach Baumart in einem sehr frühen Bestandesalter ausgewählt (10–40 Jahre). Ab diesem Zeitpunkt dienen alle waldbaulichen Maßnahmen ausschließlich der Erhaltung und Förderung dieser Z-Bäume und deren ungehindertem Kronen- und Stammwachstum. Welche Bäume als Z-Bäume ausgewählt werden, liegt im Ermessen des Bewirtschafters und spiegelt dessen waldbauliche Ziele wider. Individuelle Vorlieben für bestimmte erhaltenswerte Mischbaumarten (Samen-Z-Baum), besonders skurril gewachsene attraktive Bäume an Wanderwegen (Waldästhetik-Z-Baum) oder Bäume mit Spechthöhlen (Öko-Z-Baum) können problemlos in Z-Baum-Konzepte integriert werden.

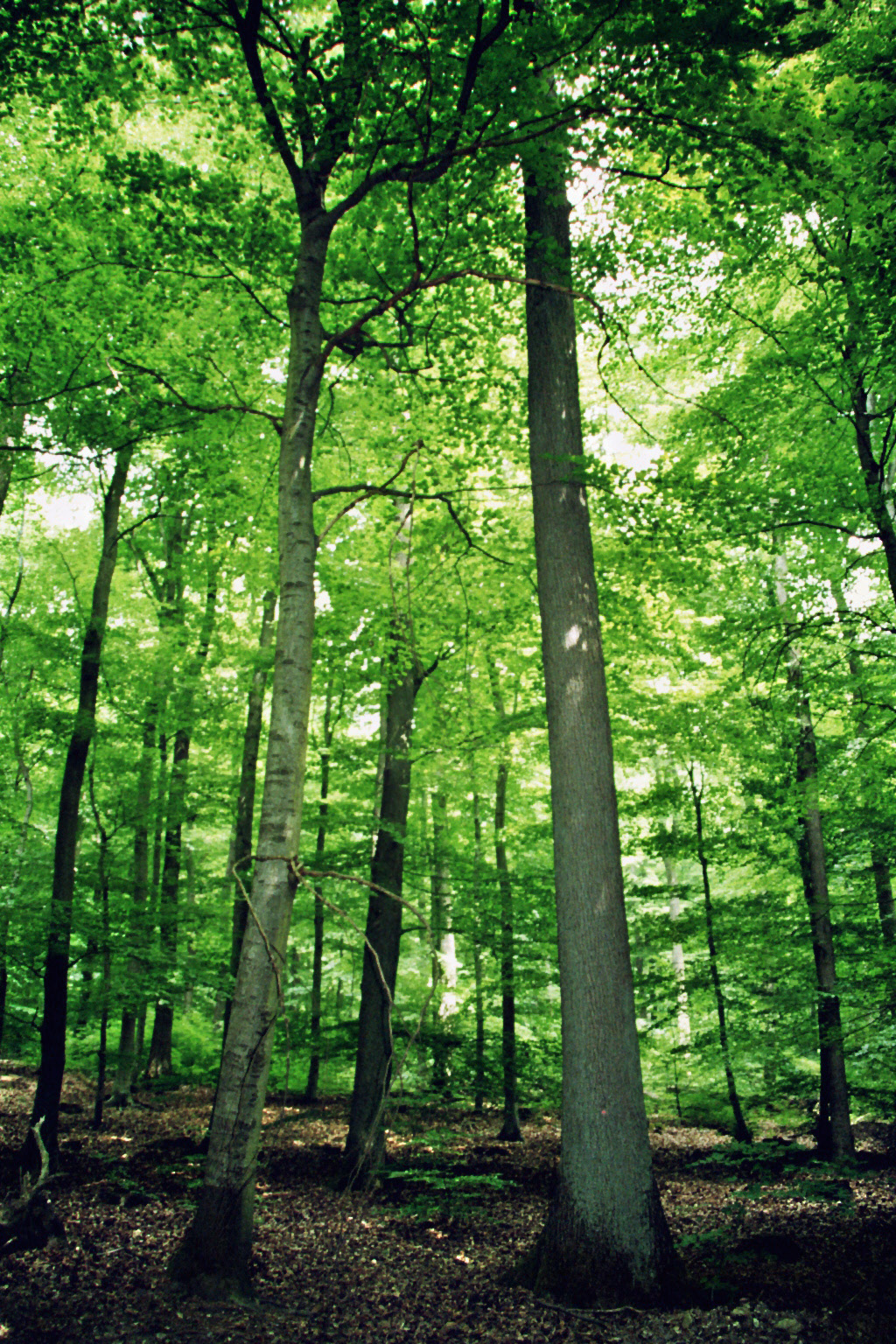
Als Z-Baum ausgewählte Traubeneiche (r.), markiert mit einem kleinen roten Punkt

Die rationelle Waldpflege mittels Durchforstungen orientierte sich ursprünglich je nach Betriebsziel und Baumart an etwa 50 bis 350 Wertträgern je Hektar, die es zu fördern gilt, durch Auswahl nach Vitalität (Stärke, Gesundheit), Qualität (unterschiedliche Merkmale am Stamm) und Abstand (abhängig von der zukünftigen Kronenausdehnung).
Die Auswahl von Z-Bäumen erfolgt, sobald die angestrebte astfreie Schafthöhe (5–10 Meter) eines Baumes tatsächlich astfrei ist (bei Totastverlierern), oder vor der ersten Wertastung (bei Totasthaltern). Zuweilen werden dabei „Reservebäume“ für das Z-Baum-Kollektiv ausgeschieden. Die ausgewählten Z-Bäume erhalten häufig eine dauerhafte Kennzeichnung in Form von farblichen Markierungen oder Bändern.
Durchforstungsturnus: Sobald sich Kronenäste von Z-Baum und Nachbarbaum berühren (alle 2–7 Jahre), muss die nächste Durchforstung (Freistellung) erfolgen. Dies bedeutet, dass alle Bäume, die den Z-Baum im Kronenraum berühren und zu bedrängen beginnen, zum „Bedränger“ erklärt und bei der Durchforstung entnommen werden. Ein „Bedränger“ muss auch dann entnommen werden, wenn er dem Z-Baum in Qualität und Dimension in nichts nachsteht. Bäume, die indifferent, also weder ein „Z-Baum“, noch ein „Bedränger“ sind, dürfen nicht entnommen werden. (Ausnahmen: Borkenkäferbekämpfung, Rückegassenaufhieb, Verkehrssicherung u. ä.). Es wird mit dem am stärksten bedrängenden „Bedränger“ begonnen. Die Zahl der je Z-Baum und Durchforstungsdurchgang zu entnehmenden Bedränger (1 bis 8 Stück) richtet sich nach der Bestandesstabilität und der Z-Baum-Art, da sich Wasserreiser (Klebäste) bilden können, wenn der vorher durch Nachbarbäume beschattete Stamm wieder von der Sonne bestrahlt wird. Diese Sekundäräste können den durch stärkeres Dickenwachstum erzielten Wertzuwachs teilweise kompensieren.
Allerdings ist zu beachten, dass beispielsweise ein sehr dicker Eichenstamm mit Sekundärästen wesentlich wertvoller ist als ein astfreier dünner Stamm gleichen Alters. In der Erstdurchforstung von Eiche und Lärche soll mindestens zwei Jahre vor dem ersten richtigen Eingriff der Ausbau dieser Leitäste erfolgen, um den Kronenausbau und die Beschattung des Stammes nach dem Eingriff zu gewährleisten. Zu langer Dichtstand der Eiche verschärft das Problem, weil sie aus Lichtmangel sofort reagiert und in der Not sogar im Schatten Klebäste treibt.
Der Abstand zwischen Z-Bäumen ist ein sehr struktur- und stabilitätsprägendes Entscheidungskriterium und muss schon im frühen Bestandesalter dem größten möglichen Kronendurchmesser des Z-Baumes im Erntealter entsprechen. Daraus ergeben sich baumartenspezifische Mindest-Z-Baumabstände und Maximal-Z-Baumzahlen je Hektar. Befürchtungen, dass im Laufe des Bestandeslebens zu viele Z-Bäume beschädigt werden oder absterben könnten, haben sich mittlerweile als unbegründet erwiesen, führten aber in der Vergangenheit zur Auswahl einer sehr hohen Zahl an Z-Bäumen und Reserve-Z-Bäumen (200–400 Stück je Hektar, Z-Baumabstand 5–7 Meter). Dies führte, so man die Z-Bäume pflegewirksam freistellen wollte, zu sehr starken Durchforstungseingriffen mit anschließend hohem Sturmschadensrisiko, oder alternativ zur Entnahme von zu wenigen Bedrängern je Z-Baum, sodass dieser nicht nennenswert gefördert werden konnte.
Modernere, aus diesen Erfahrungen weiterentwickelte Z-Baumkonzepte sehen daher deutlich niedrigere Z-Baumzahlen von 40–100 (max. 150) Stück je Hektar und Mindest-Z-Baumabstände von etwa 10 Metern vor. Diese Umstellung fällt vielen Bewirtschaftern schwer und erfordert ein erhebliches Maß an Selbstdisziplin.
Die seit einigen Jahren von vielen Forstverwaltungen und Waldbesitzern favorisierten naturnahen dauerwaldartigen und stufigen Waldstrukturen lassen sich mit hohen Z-Baumzahlen nicht realisieren.